# 巴雷特M90狙擊步槍
巴雷特M90（英語：Barrett Model 90）是一款由美国槍械製造商巴雷特所研發和生產的重型无托结构狙擊步槍（反器材步槍）。發射12.7×99毫米（.50 BMG）北約口徑制式步枪子彈。

## 摘要
巴雷特在推出大口徑半自動狙擊步槍（反器材步槍）M82後，為了縮短槍械長度及增加國際競爭力，所以設計及生產了使用旋转后拉式枪机和犢牛式結構的巴雷特M90。
巴雷特M90和M82一樣，保留其雙膛直角箭頭形（Ｖ形）制動器、可摺疊式兩腳架和機匣頂部的MIL-STD-1913戰術導軌。但機匣被分成上下兩個部分，彈匣減少至5發，而且沒有內置其準星（機械瞄具），必須利用MIL-STD-1913戰術導軌上安裝光学瞄准镜。
在1995年，巴雷特決定把巴雷特M90停產，並用後繼的巴雷特M95取代。

## 概述
巴雷特M90是一枝.50 BMG口徑的栓式狙擊步槍。該步槍是由巴雷特槍械公司在1990年至1995年生產。巴雷特M90是巴雷特M82A1半自動反器材狙擊步槍的替代手動槍機版本。巴雷特M90使用了犢牛式設計令它成為.50 BMG口徑步槍的更緊湊型版本。犢牛式設計亦使民間人士使用該槍時更為方便。巴雷特槍械公司最初研製巴雷特M90是為了吸引偏好一枝手動槍機操作的.50口徑步槍的消費者。與較大型的半自動巴雷特M82A1不同的是，巴雷特M90較為緊湊，具有凹槽的槍口以減少後座力，具有一條特殊的MIL-STD-1913戰術導軌以便安裝各種不同類型的光学瞄准镜。由於其大口徑的設計，巴雷特M90與其他巴雷特步槍一樣採用了MIL-STD-1913戰術導軌，而非機械瞄具。該槍最初定位是給民用型長距離劃分射手使用，並把它們納入到競賽風格射擊類。由於巴雷特M90比巴雷特M82A1要小，設計亦更緊湊，因而就更輕便。

## 使用國
- 薩爾瓦多
- 芬兰
- 菲律賓
- 西班牙

### 非國家團體
- 臨時愛爾蘭共和軍：在北愛爾蘭武裝衝突中使用。[2]

## 相關連結
- 狙擊步槍
- 反器材步槍
- 犢牛式
- 犢牛式槍械列表
- 旋转后拉式枪机
- 巴雷特M82／M107重型狙擊步槍
- 巴雷特M107A1重型狙擊步槍
- 巴雷特M95重型犢牛式狙擊步槍
- 巴雷特M99重型犢牛式狙擊步槍
- 巴雷特XM109重型狙擊步槍
- 巴雷特XM500重型犢牛式狙擊步槍
- AMR-2狙擊步槍
- Gepard狙擊步槍
- OM 50復仇女神狙擊步槍
- 托爾狙擊步槍
- 扎斯塔瓦M93黑箭狙擊步槍

## 資料來源
1. 1 2  Books, H. (2011).  巴雷特火器公司章程，包括：巴雷特M98、巴雷特槍械生產公司、巴雷特XM109、巴雷特M82、羅尼·巴雷特、巴雷特M95、巴雷特REC7、巴雷特M99、.416 巴雷特、巴雷特M90、巴雷特XM500、巴雷特M98B。南卡羅來納州查爾斯頓：BiblioBazaar。
2. ↑  Harnden, Toby (2000) Bandit Country:The IRA and South Armagh. Coronet Books, pp. 406-407. ISBN 0-340-71737-8

- Long, D. (1988). Modern sniper rifles. Boulder, Colo.: Paladin Press.
- Michaelis, D. (2000). The complete .50-caliber sniper course hard-target interdiction. Boulder, Colo.: Paladin Press.

## 外部連結
- （英文）—Modern Firearms - Barrett Model M90 and M95 （页面存档备份，存于）
- （简体中文）—槍炮世界—Barrett M90 （页面存档备份，存于）